# Cronos
 For alternative betydninger, se Kronos.
Conrad Thomas Lant, bedre kendt under dæknavnet Cronos, (født 15. januar 1963 i London) er en britisk musiker som er bedst kendt som sanger og bassist i det indflydelsesrige black/speed metal-band Venom fra 1979 til 1987 og fra 1995 til i dag.

## Diskografi
- 1990: Dancing in the Fire
- 1991: Rock n' Roll Disease
- 1995: Venom
- 2006: Hell to the Unknown (opsamlingsalbum

### MedVenom
- 1981: Welcome to Hell
- 1982: Black Metal
- 1983: At War with Satan
- 1985: Possessed
- 1986: Eine Kleine Nachtmusik
- 1987: Calm Before The Storm
- 1997: Cast in Stone
- 2000: Resurrection
- 2006: Metal Black
- 2008: Hell

### Andre medvirkender
- 1996: Dusk... and Her Embrace af Cradle of Filth (tale på "Haunted Shores")
- 2004: Probot af Probot (vokal og bas på "Centuries of Sin")
- 2005: Chapter V: Unbent, Unbowed, Unbroken af HammerFall (vokal på "Knights of the 21st Century")

## Fodnoter
1. ↑  "Cronos and Abbadon Interview (www.fortunecity.com)". Arkiveret fra originalen 27. januar 1999. Hentet 15. februar 2009.